# KF Ballkani
KF Ballkani (Klubi i Futbollistik Ballkani) je fotbalový klub z kosovského města Suva Reka.

## Úspěchy
- Superliga kosovar (2×)
  - 2021/22, 2022/23

## Účast v evropských pohárech
| Sezóna  | Soutěž           | Kolo             | Soupeř                | Doma | Venku        | Celkem         |
| ------- | ---------------- | ---------------- | --------------------- | ---- | ------------ | -------------- |
| 2022/23 | Liga mistrů UEFA | 1. předkolo      | FK Žalgiris           | 1:1  | 0:1 (prodl.) | 1:2            |
| 2022/23 | Konferenční liga | 2. předkolo      | SP La Fiorita         | 6:0  | 4:0          | 10:0           |
| 2022/23 | Konferenční liga | 3. předkolo      | KÍ Klaksvík           | 3:2  | 1:2 (prodl.) | 4:4 (4:3 pen.) |
| 2022/23 | Konferenční liga | 4. předkolo      | KF Shkupi             | 1:0  | 2:1          | 3:1            |
| 2022/23 | Konferenční liga | základní skupina | SK Slavia Praha       | 0:1  | 2:3          |                |
| 2022/23 | Konferenční liga | základní skupina | CFR Kluž              | 1:1  | 0:1          |                |
| 2022/23 | Konferenční liga | základní skupina | Sivasspor             | 1:2  | 4:3          |                |
| 2023/24 | Liga mistrů      | 1. předkolo      | PFK Ludogorec Razgrad | 2:0  | 0:4          | 2:4            |
| 2023/24 | Konferenční liga | 2. předkolo      | Larne FC              | 3:0  | 4:1          | 7:1            |
| 2023/24 | Konferenční liga | 3. předkolo      | Lincoln Red Imps FC   | 2:0  | 3:1          | 5:1            |
| 2023/24 | Konferenční liga | 4. předkolo      | FK BATE               | 4:1  | 0:1          | 4:2            |
| 2023/24 | Konferenční liga | základní skupina | FC Viktoria Plzeň     | ?:?  | 0:1          |                |
| 2023/24 | Konferenční liga | základní skupina | FC Astana             | ?:?  | ?:?          |                |
| 2023/24 | Konferenční liga | základní skupina | GNK Dinamo Záhřeb     | ?:?  | ?:?          |                |

## Hráči
K 1. červenci 2022
| Číslo |         | Pozice | Hráč                           |
| ----- | ------- | ------ | ------------------------------ |
| 1     | Kosovo  | B      | Dashnor Balaj                  |
| 2     | Kosovo  | O      | Armend Thaqi                   |
| 3     | Kosovo  | O      | Arbër Potoku (kapitán)         |
| 4     | Kosovo  | O      | Astrit Thaqi                   |
| 5     | Kosovo  | O      | Lumbardh Dellova               |
| 6     | Kosovo  | Z      | Lindon Emërllahu               |
| 7     | Kosovo  | Z      | Meriton Korenica               |
| 8     | Kosovo  | Z      | Kushtrim Gashi (třetí kapitán) |
| 9     | Kosovo  | Ú      | Albion Rrahmani                |
| 10    | Albánie | Z      | Nazmi Gripshi                  |
| 11    | Kosovo  | Z      | Qëndrim Zyba                   |
| 14    | Kosovo  | O      | Egzon Sinani                   |
| 17    | Kosovo  | Ú      | Ermal Krasniqi                 |

| Číslo |            | Pozice | Hráč                          |
| ----- | ---------- | ------ | ----------------------------- |
| 18    | Kosovo     | Z      | Leonard Shala                 |
| 19    | Albánie    | O      | Rustem Hoxha                  |
| 20    | Černá Hora | Z      | Edvin Kuč (zástupce kapitána) |
| 21    | Kosovo     | O      | Albin Kapra                   |
| 22    | Nizozemsko | Ú      | Dilivio Hoffman               |
| 23    | Kosovo     | O      | Leonit Abazi                  |
| 32    | Kosovo     | O      | Bajram Jashanica              |
| 45    | Nigérie    | Ú      | Theophilus Solomon            |
| 77    | Albánie    | B      | Stivi Frashëri                |
| 80    | Kosovo     | Ú      | Albin Berisha                 |
| 92    | Černá Hora | B      | Damir Ljuljanović             |
| 99    | Brazílie   | Ú      | Lucas Cardoso                 |